# Michael Holthaus
Michael Holthaus (Wuppertal, República Federal Alemana, 13 de julio de 1950) es un nadador alemán retirado especializado en pruebas de cuatro estilos, donde consiguió ser medallista de bronce olímpico en 1968 en los 400 metros.

## Carrera deportiva
En los Juegos Olímpicos de México 1968 ganó la medalla de bronce en los 400 metros estilos, con un tiempo de 4:51.4 segundos, tras los estadounidenses Charles Hickcox (oro con 4:48.4 segundos) y Gary Hall Sr.